# Université de Rostock
L'université de Rostock, située dans le Land de Mecklembourg-Poméranie-Occidentale, en Allemagne, est l'une des plus anciennes universités d'Europe du Nord. Elle a été fondée en 1419 par le pape Martin V. Parmi les plus célèbres de ses anciens élèves, on peut citer l'astronome Tycho Brahe, le pasteur Joachim Gauck, l'archéologue Heinrich Schliemann et le philosophe Moritz Schlick.

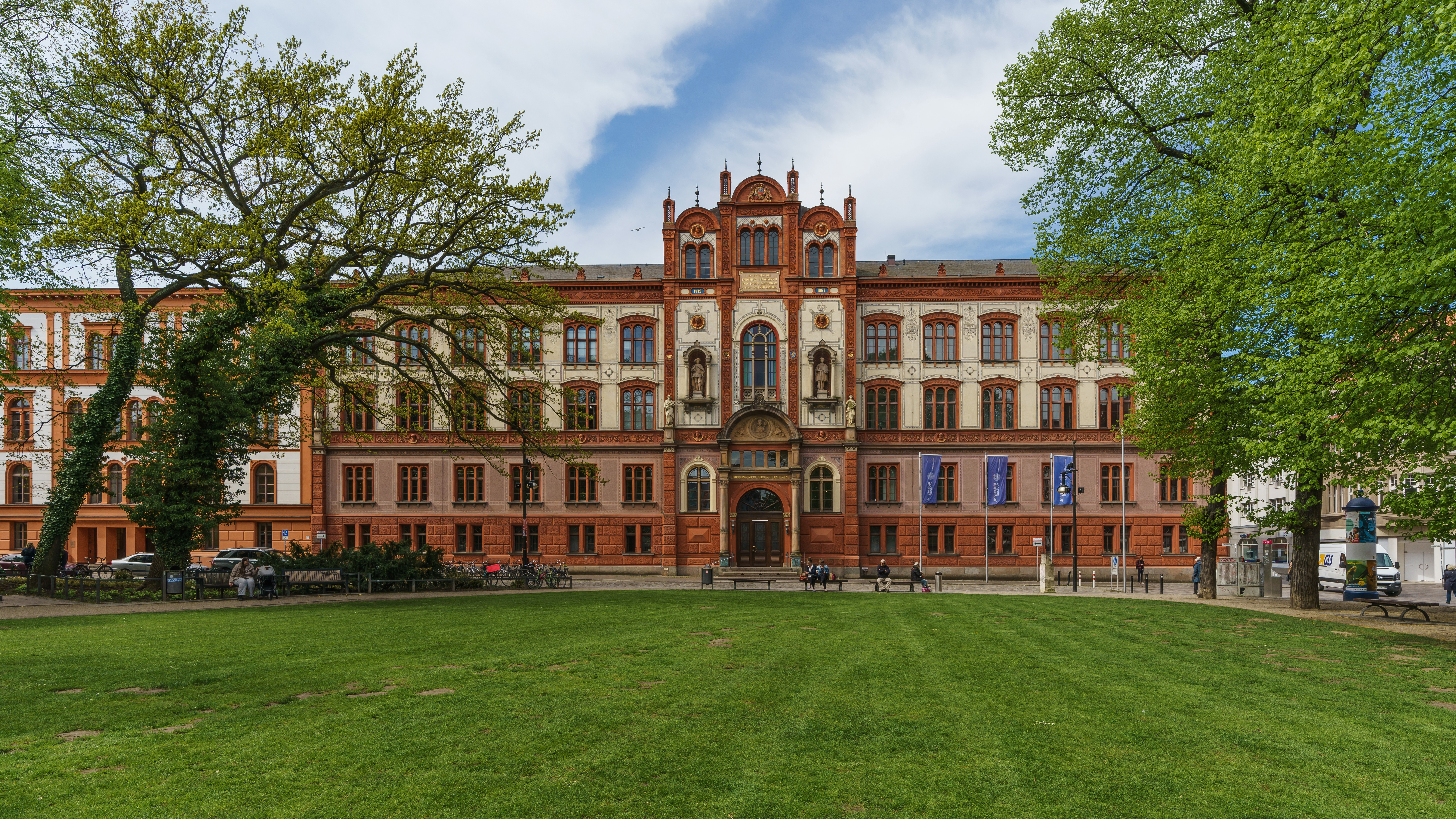
Bâtiment principal de l'université de Rostock

Elle compte aujourd'hui huit facultés (théologie évangélique, philosophie et lettres, sciences naturelles et mathématiques, jurisprudence, ingénierie, agriculture et études environnementales, médecine, sciences politiques et sociales). C'est l'une des deux universités du Land de Mecklembourg-Poméranie-Occidentale, avec celle de Greifswald.

## Personnalités liées à l'université
- Walter Hallstein a été doyen de l'université de Rostock entre 1936 et 1941.

### Étudiants
- Else Hirschberg (1892 – 1942), fut la première femme diplômée en chimie de l'université.

## Projets
- Édition, en coopération avec l’Académie des sciences à Hambourg des œuvres complètes de Moritz Schlick,  y compris les manuscrits non publiés et sa correspondance. Projet débuté en 2011.